# Hyponerita pinon
Hyponerita pinon är en fjärilsart som beskrevs av Druce 1911. Hyponerita pinon ingår i släktet Hyponerita och familjen björnspinnare. Inga underarter finns listade i Catalogue of Life.